# Califanthura dodecaseta
Califanthura dodecaseta är en kräftdjursart som beskrevs av Brian Frederick Kensley 2003. Califanthura dodecaseta ingår i släktet Califanthura och familjen Paranthuridae. Inga underarter finns listade i Catalogue of Life.